# پودسدیتسه
پودسدیتسه (به چکی: Podsedice) یک منطقهٔ مسکونی در جمهوری چک است که در ناحیه لیتومیریتسه واقع شده‌است. پودسدیتسه ۱۵٫۲۳ کیلومتر مربع مساحت و ۶۵۹ نفر جمعیت دارد و ۲۸۲ متر بالاتر از سطح دریا واقع شده‌است.